# Власов, Ян Владимирович
Ян Владимирович Власов  (род. 16 ноября 1967 года, Куйбышев) — врач-невролог, профессор Самарского Государственного Медицинского Университета. Президент Общероссийской общественной организации инвалидов-больных рассеянным склерозом (ОООИ-БРС). Ассоциированный член Международной Федерации рассеянного склероза (MSIF) и член рабочей группы MSIF по поддержке России. Член Европейской Платформы пациентов с рассеянным склерозом (EMSP) (подразделение департамента социальной политики Европейского Союза). Возглавляет Общественный совет по защите прав пациентов в Федеральной службе по надзору в сфере здравоохранения и социального развития.
Заместитель руководителя Координационного совета Общественной Палаты РФ по вопросам здравоохранения и социального развития. Является членом Общественного совета по защите прав пациентов при Министерстве здравоохранения и социального развития РФ, руководитель Комиссии по вопросам биоаналоговых препаратов, специалист по организации систем здравоохранения и социального партнёрства.

## Семья
Прадед Янкель Кацман — знахарь-врачеватель, в 1917 году со всей семьей бежал из поселка под Варшавой в Советскую Белоруссию, а затем в Самару — центральную Россию. Отчим Кацнельсон Владимир Максимович — врач-невролог, оказал определяющее влияние на становление личности Яна — потребность помогать больным людям, уважение достоинства пациента — с детства стали основой мировоззрения Власова.

## Образование и научная деятельность
Окончил школу с серебряной медалью. В 16 лет поступил в Самарский государственный медицинский университет, отслужил в 2 года армии. Будучи на 6 курсе университета закончил сбор материала для диссертации, которую защитил через 2 года после окончания университета и был приглашен преподавать на кафедру неврологии и нейрохирургии.
Автор 3 монографий и более 60 научных работ.
Монографии:
1. «Рассеянный склероз» / Практическое руководство // под редакцией Столярова И. Д., Осетрова Б. А. Санкт-Петербург, 2002. — 176с.[12]
2. Синдром верхнего мотонейрона / Завалишин И. А., Осадчих А. И., Власов Я. В. // Практикум по неврологии. Руководство для врачей. — М., 2006. — C. 420.[13]
3. Рассеянный склероз: учебное пособие для послевузовского образования. / Повереннова И. Е., Власов Я. В., Хивинцева Е. В., Захаров А. В., Кузнецова Н. И. — Самара: СамГМУ, 2009. — 56с.

## Общественная деятельность
Со студенческих лет Ян Власов посвятил свою деятельность неизлечимо больным людям. Работая с пациентами, пришёл к выводу о необходимости кардинального изменения существующей системы здравоохранения. Власов начинает работать над созданием комплексной системы помощи инвалидам, которая включает защиту не только медицинских, но и правовых, гражданских прав неизлечимо больных людей. В 1996 году он открывает в Самаре первую в Россию общественную организацию инвалидов-больных рассеянным склерозом, которая становится значимой частью общественного движения региона.
В результате активной работы с различными государственными структурами и международными организациями, в 2011 году была создана Общероссийская общественная организация инвалидов-больных рассеянным склерозом (ОООИ-БРС), которая насчитывает 76 региональных центров по всей России.

## Общероссийская общественная организация инвалидов-больных рассеянным склерозом (ОООИБРС)
Общероссийская общественная организация инвалидов-больных рассеянным склерозом (ОООИ-БРС) — общественная структура, которая последовательно и комплексно занимается проблемами людей с РС на всероссийском уровне.